# Cusanca (Orense)
Cusanca (llamada oficialmente San Cosmede de Cusanca) es una parroquia y una aldea del municipio español de Irijo, en la provincia de Orense, Galicia.

## Toponimia
La parroquia también es conocida por los nombres de San Cosme de Cusanca  y San Cosme de Cousanga.

## Organización territorial
La parroquia está formada por veintitrés entidades de población:

### Entidades de población
Entidades de población que forman parte de la parroquia:
- Barro
- Barrocal (O Barrocal)
- Castro (O Castro)
- Chelos
- Costa (A Costa)
- Coto (O Coto)
- Cusanca
- Fabeiros
- Fraga (A Fraga)
- Iglesia (A Eirexa)
- Lagorzos
- Outeiro, formado por la unión de los lugares de:[4]
  - O Outeiro de Abaixo
  - O Outeiro de Arriba
- Pedrouzo
- Río (O Río)
- Segade
- Sub-Iglesia (Sueirexa)
- Surribas
- Tellado (O Tellado)
- Vixide
- Zacarade

### Despoblado
Despoblado que forma parte de la parroquia:
- Filgueira

## Demografía

### Parroquia
| Gráfica de evolución demográfica de Cusanca (parroquia) entre 2000 y 2022 |
|                                                                           |
| Datos según el nomenclátor publicado por el INE.                          |

### Aldea
| Gráfica de evolución demográfica de Cusanca (aldea) entre 2000 y 2022 |
|                                                                       |
| Datos según el nomenclátor publicado por el INE.                      |